# فيسنتي باسكوال باستور
فيسنتي باسكوال باستور (بالإسبانية: Vicente Pascual Pastor)‏ هو مهندس معماري وسياسي إسباني، ولد في 3 يونيو 1865 في إسبانيا، وتوفي في 2 فبراير 1941 في إسبانيا. انتخب عمدة.